# Tranh tường

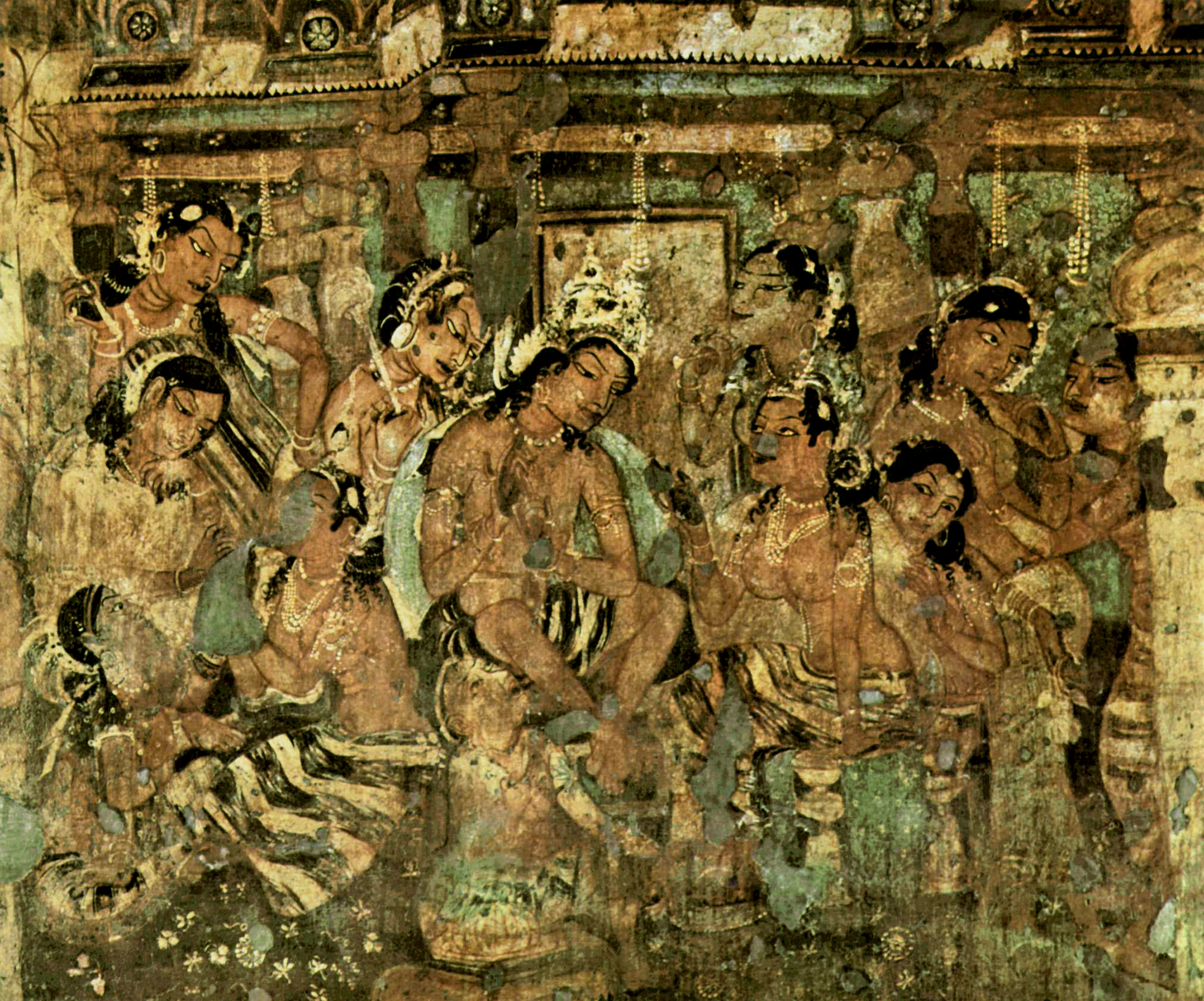
Tranh hang động về Truyện kể Jataka (Bản sinh kinh) từ Hang động Ajanta, ngày nay là Maharashtra, Ấn Độ, thế kỷ thứ 7 CN

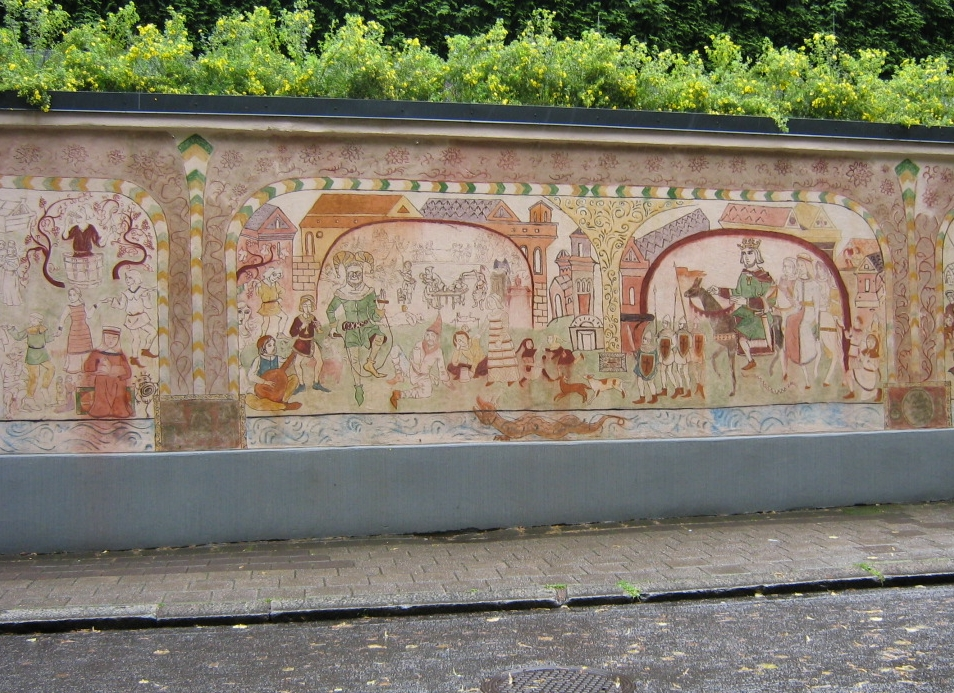
Tranh tường trên hàng rào đá ở Turku, Phần Lan

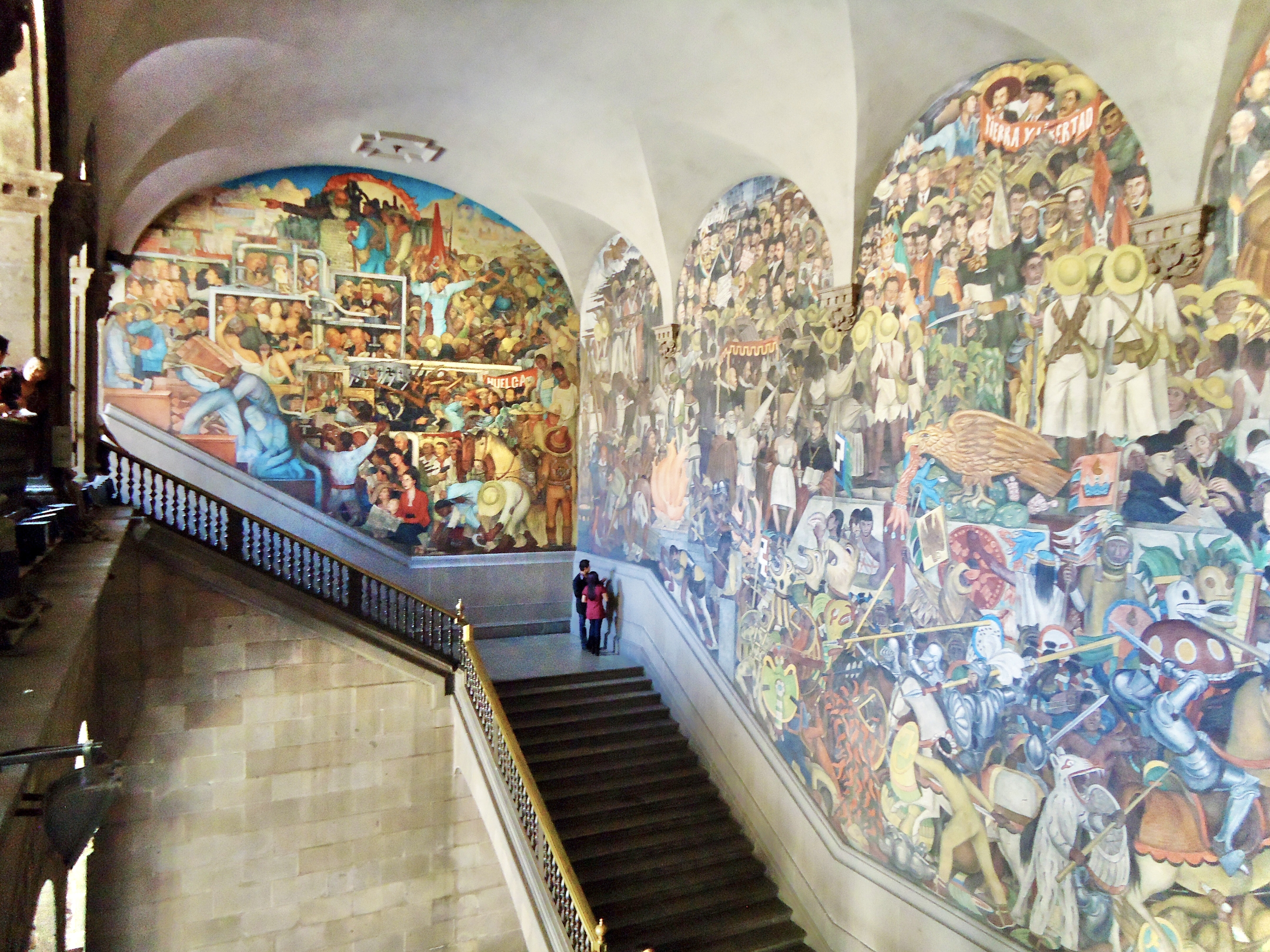
Bích họa Lịch sử Mexico (en) ở Cung điện quốc gia, Thành phố Mexico

Tranh tường là loại tranh nghệ thuật mà người họa sĩ dùng sơn để vẽ trực tiếp lên tường, lên trần, hay các bề mặt khác như đá trong hang động (tranh hang động). Thông thường, tường phải được xử lý nhẵn và sơn một lớp lót.
Tranh tường được thực hiện bằng nhiều cách như dùng sơn dầu hay màu nước. Kiểu thức ngày nay rất đa dạng có thể là trompe-l'œil hay trừu tượng, hiện thực hay cách thể.

## Lịch sử

### Thời Tiền sử
Tranh tường xuất phát từ phương tây. Tranh tường lúc đầu chỉ được vẽ trong các hang động. Những bức tranh hang động sớm nhất mà người ta biết được có niên đại 40.000 năm. Các nhà khảo cổ đã khám ra các bức tranh hang động thông qua kiểm tra xác định bằng phóng xạ carbon có niên đại khoảng 37.000 năm về trước từ Thời đại đồ đá cũ trong hang Chauvet, thuộc Ardèche, miền Tây Nam nước Pháp.
Năm 2007, tại di chỉ Abri Castanet, ngành khảo cổ phát hiện phiến đá nặng khoảng 1,5 tấn với bức họa được cho là cổ nhất tại châu Âu hiện nay, thuộc văn minh Aurignacian. Nền văn minh này có mặt không những ở Pháp, Đức, và cả miền Bắc nước Ý. Họa tiết ở Abri Castanet khá đa dạng, vẽ hình ngựa và biểu tượng bộ phận sinh dục nữ. Nét khắc chạm có phần thô ráp, không tinh xảo bằng các bức vẽ động vật được tìm thấy năm 1994 trong hang Chauvet.

### Thời cổ đại
Ai Cập cổ đại và cổ đại Hy-La cũng thực hiện tranh tường như khai quật ở phế tích Pompeii. Sang thời Phục Hưng, kỹ thuật bích họa phổ biến mạnh ở châu Âu, được dùng để trang trí nhiều công trình kiến trúc tôn giáo.

### Châu Á và châu Mỹ
Châu Á có một số di chỉ nổi tiếng còn lưu lại những bức họa trên vách đá, trong đó có hệ thống hang động Ajanta, Ấn Độ và hang Long Môn ở Trung Hoa. Ở châu Mỹ, nền văn minh Maya cũng đóng góp những bức vẽ rực rỡ như ở di chỉ San Bartolo, Guatemala.

### Hiện đại
Thuật ngữ tranh tường được biết đến nhiều hơn với phong trào nghệ thuật tranh tường Mexico (Diego Rivera, David Siqueiros và Jose Orozco). Bức tranh tường đầu tiên được vẽ vào thế kỷ 20 là “The Tree of Life” của Roberto Montenegro.
Có rất nhiều phong cách và kỹ thuật khác nhau. Nổi tiếng nhất có lẽ là bích họa, sử dụng sơn hòa tan trong nước với whitewash ẩm, sử dụng nhanh chóng hỗn hợp thu được trên một bề mặt rộng và thường là từng phần (nhưng có cảm giác tổng thể). Màu sắc sáng dần khi khô. Phương pháp marouflage cũng đã được sử dụng trong nhiều thiên niên kỷ.